# Rubén Olivera
Rubén Ariel Olivera da Rosa (Montevideo, 4 maggio 1983) è un allenatore di calcio ed ex calciatore uruguaiano, di ruolo centrocampista.
È soprannominato El Pollo.

## Caratteristiche tecniche
Nato attaccante, è stato spesso impiegato come centrocampista di fascia sinistra o destra. Nel Genoa è stato reimpostato come punta centrale del tridente da Gian Piero Gasperini. Nel corso della carriera è stato impiegato anche come trequartista o come centrocampista centrale.

## Carriera

### Giocatore

#### Club

##### Gli inizi, Juventus
Viene acquistato dalla Juventus dal Danubio di Montevideo nella stagione 2002-2003 nella quale gioca 3 gare in campionato e debutta in Champions League il 13 novembre contro la Dinamo Kiev. Nella stagione successiva le presenze si riducono a una sola gara in Coppa Italia e a gennaio passa in prestito all'Atlético Madrid, scendendo in campo per poche manciate di minuti.
Nella stagione successiva ritorna alla Juventus di Fabio Capello, che lo impiega come esterno di centrocampo, posizione in cui segna gol decisivi per la conquista del campionato 2004-2005, titolo poi revocato per la vicenda Calciopoli, e gioca 8 gare in Champions League.
Nella stagione 2005-2006, non scende mai in campo in campionato e Champions League, ma solo per pochi minuti in Coppa Italia.

##### Sampdoria
Il 9 agosto 2006 passa alla Sampdoria in prestito con diritto di riscatto della metà del cartellino. Dopo alcune partite viene messo da parte da Walter Novellino, specialmente dopo un'espulsione in Coppa Italia che gli è costata cinque giornate di squalifica. Nell'estate del 2007 ritorna nella Juventus e nella sessione del mercato invernale 2008 ritorna in Uruguay per giocare nel Peñarol.

##### Genoa
Dopo l'esperienza uruguaiana, la Juventus lo cede ancora una volta in prestito, questa volta in Italia. Olivera firma così un contratto annuale con il Genoa con un'opzione per altri tre anni di contratto. Nelle partite amichevoli di precampionato, il tecnico Gian Piero Gasperini lo riadatta come prima punta e lui segna 11 gol, con una doppietta all'AZ. L'esordio in gara ufficiale nel Genoa avviene il 24 agosto 2008 in Coppa Italia contro il Mantova dove Olivera segna una doppietta. Complice l'acquisto nell'ultimo giorno di calciomercato di Diego Milito, prima punta di ruolo, viene relegato a una nuova stagione in panchina.
A fine anno il Genoa decide di non esercitare l'opzione di riscatto; il giocatore torna quindi alla Juventus, che lo trasferisce nuovamente in prestito al Peñarol.

##### Lecce
L'anno successivo si svincola dalla Juventus e il 5 luglio 2010 firma un contratto triennale con il Lecce. Segna 4 gol nel campionato di Serie A 2010-2011, fra cui il primo in Lecce-Inter (1-1).
In totale con la maglia del Lecce gioca 44 partite e segna 4 gol.

##### Fiorentina e il ritorno al Genoa
Il 30 gennaio 2012 passa a titolo definitivo alla Fiorentina, per 1,8 milioni di euro; il giocatore firma un contratto biennale. Esordisce in maglia viola il 17 febbraio in Fiorentina-Napoli (0-3). Nella partita contro il Bologna, a causa di una gomitata a Alessandro Diamanti, viene espulso e squalificato per tre turni.
Il 18 gennaio 2013 viene ceduto dalla Fiorentina al Genoa, dove ritorna dopo quattro anni: la formula è quella del prestito con diritto di riscatto fissato a un milione di euro. Gioca subito titolare alla prima uscita del club ligure due giorni dopo, il 20 gennaio, nella partita Genoa-Catania.
Dopo 5 partite giocate torna alla Fiorentina.
In totale con la maglia viola ha giocato 14 partite.

##### Brescia, Latina e l'esperienza in Ecuador
Il 30 gennaio 2014 viene acquistato, a titolo definitivo, dal Brescia.. Con le rondinelle totalizza 32 presenze complessive in due campionati di Serie B, senza mai andare a segno.
Il 27 gennaio 2015 si trasferisce a titolo definitivo al Latina firmando un contratto fino al 30 giugno 2016.
A pochi giorni dall'arrivo nella squadra laziale, si rende decisivo mettendo a segno il rigore utile ai fini della vittoria contro il Livorno (3-2). Termina anticipatamente la propria stagione l'8 aprile 2015, dopo essere stato operato al tendine di Achille. Chiude la prima stagione con il Latina con un bilancio di 3 presenze e una rete.
Torna in campo nella nuova stagione, il 6 settembre 2015, in occasione della prima giornata di campionato contro il Novara (1-1). Segna 5 gol in 33 presenze e alla fine della stagione rimane svincolato.
Il 3 novembre 2016 inizia ad allenarsi con la squadra pontina in vista di un possibile tesseramento.
Nel gennaio del 2017 viene ingaggiato dal LD Quito dove disputa dodici giornate nel massimo campionato dell'Ecuador, al termine della stagione rescinde il contratto.

##### Il ritorno a Latina
Il 19 settembre 2017 il Latina, (militante in Serie D dopo il fallimento della precedente gestione e dopo la retrocessione dalla Serie B) annuncia l'ingaggio del calciatore a titolo definitivo.

##### Aprilia Racing Club ed Ostia Mare
Il 16 luglio 2018 l'Aprilia Racing Club del presidente Pezone annuncia il suo ingaggio. Il 21 ottobre 2018 è proprio lui, da ex, a decidere il derby pontino al "Francioni" con una rete su calcio di punizione che vale l'1-0 finale.
A dicembre del 2019 passa all'Ostia Mare e nel luglio 2020 ritorna a indossare la maglia biancoceleste delle Rondinelle dell'Aprilia Racing Club di Pezone.

##### Il ritorno al calcio giocato
Il 4 ottobre 2024 la società trentina di calcio a 7 dell'U.S. Robur Sporminore si aggiudica le prestazioni del giocatore che competerà nel torneo di calcio a 7 organizzato dalla FIGC di Trento.

#### Nazionale
Con la Nazionale uruguaiana guidata da Daniel Passarella ha partecipato alla Copa América 2001, arrivando quarto nella manifestazione dopo aver perso ai rigori la finalina contro la sorpresa Honduras, nonostante il rigore realizzato nella serie.

### Allenatore
Il 3 giugno 2022, Olivera viene ingaggiato come nuovo tecnico dell'Aprilia, società di Serie D, al posto di Giorgio Galluzzo. Il 19 agosto seguente, la società comunica il suo esonero.
L'anno seguente, inizia il corso per allenatore UEFA A a Coverciano, che assicura l'abilitazione a condurre tutte le formazioni giovanili, comprese le squadre Primavera, e le prime squadre fino alla Lega Pro inclusa, nonché al tesseramento come allenatore in seconda in Serie A e in Serie B.
Nella stagione 2023-2024, è allenatore della formazione Under-15 del Frosinone.
Il 18 luglio 2024 viene annunciato il suo approdo sulla panchina della formazione Primavera del Trento, militante nel Campionato Primavera 4. Il 20 gennaio 2025 lascia l'incarico per motivi familiari.

## Statistiche

### Presenze e reti nei club
Statistiche aggiornate al 22 marzo 2021.
| Stagione          | Squadra           | Campionato        | Campionato | Campionato | Coppe nazionali | Coppe nazionali | Coppe nazionali | Coppe continentali | Coppe continentali | Coppe continentali | Altre coppe | Altre coppe | Altre coppe | Totale | Totale |
| Stagione          | Squadra           | Comp              | Pres       | Reti       | Comp            | Pres            | Reti            | Comp               | Pres               | Reti               | Comp        | Pres        | Reti        | Pres   | Reti   |
| ----------------- | ----------------- | ----------------- | ---------- | ---------- | --------------- | --------------- | --------------- | ------------------ | ------------------ | ------------------ | ----------- | ----------- | ----------- | ------ | ------ |
| 2000-2001         | Danubio           | PD                | 4          | 0          | -               | -               | -               | -                  | -                  | -                  | -           | -           | -           | 4      | 0      |
| 2001-2002         | Danubio           | PD                | 29         | 13         | -               | -               | -               | CS                 | 0                  | 0                  | -           | -           | -           | 29     | 13     |
| 2002-2003         | Danubio           | PD                | 17         | 8          | -               | -               | -               | CS                 | 0                  | 0                  | -           | -           | -           | 17     | 8      |
| Totale Danubio    | Totale Danubio    | Totale Danubio    | 50         | 21         |                 | -               | -               |                    | 0                  | 0                  |             | -           | -           | 50     | 21     |
| 2002-2003         | Juventus          | A                 | 3          | 0          | CI              | 2               | 0               | UCL                | 2                  | 0                  | -           | -           | -           | 7      | 0      |
| 2003-gen. 2004    | Juventus          | A                 | 0          | 0          | CI              | 1               | 0               | UCL                | 0                  | 0                  | SI          | 0           | 0           | 1      | 0      |
| gen.-giu. 2004    | Atlético Madrid   | A                 | 2          | 0          | CR              | 0               | 0               | -                  | -                  | -                  | -           | -           | -           | 2      | 0      |
| 2004-2005         | Juventus          | A                 | 18         | 4          | CI              | 2               | 0               | UCL                | 8                  | 0                  | -           | -           | -           | 28     | 4      |
| 2005-2006         | Juventus          | A                 | 0          | 0          | CI              | 2               | 0               | UCL                | 0                  | 0                  | SI          | 0           | 0           | 2      | 0      |
| 2006-2007         | Sampdoria         | A                 | 20         | 0          | CI              | 5               | 0               | -                  | -                  | -                  | -           | -           | -           | 25     | 0      |
| 2007-gen. 2008    | Juventus          | A                 | 1          | 0          | CI              | 0               | 0               | -                  | -                  | -                  | -           | -           | -           | 1      | 0      |
| Totale Juventus   | Totale Juventus   | Totale Juventus   | 22         | 4          |                 | 7               | 0               |                    | 10                 | 0                  |             | 0           | 0           | 39     | 4      |
| gen.-giu. 2008    | Peñarol           | PD                | 14         | 5          | -               | -               | -               | -                  | -                  | -                  | -           | -           | -           | 14     | 5      |
| 2008-2009         | Genoa             | A                 | 20         | 4          | CI              | 3               | 2               | -                  | -                  | -                  | -           | -           | -           | 23     | 6      |
| 2009-2010         | Peñarol           | PD                | 15         | 0          | -               | -               | -               | -                  | -                  | -                  | -           | -           | -           | 15     | 0      |
| Totale Peñarol    | Totale Peñarol    | Totale Peñarol    | 29         | 5          |                 | 0               | 0               |                    | 0                  | 0                  |             | 0           | 0           | 29     | 5      |
| 2010-2011         | Lecce             | A                 | 31         | 4          | CI              | 1               | 0               | -                  | -                  | -                  | -           | -           | -           | 32     | 4      |
| 2011-gen. 2012    | Lecce             | A                 | 12         | 0          | CI              | 0               | 0               | -                  | -                  | -                  | -           | -           | -           | 12     | 0      |
| Totale Lecce      | Totale Lecce      | Totale Lecce      | 43         | 4          |                 | 1               | 0               |                    | 0                  | 0                  |             | 0           | 0           | 44     | 4      |
| gen.-giu. 2012    | Fiorentina        | A                 | 9          | 0          | CI              | 0               | 0               | -                  | -                  | -                  | -           | -           | -           | 9      | 0      |
| 2012-gen. 2013    | Fiorentina        | A                 | 4          | 0          | CI              | 0               | 0               | -                  | -                  | -                  | -           | -           | -           | 4      | 0      |
| gen.-giu. 2013    | Genoa             | A                 | 5          | 0          | CI              | -               | -               | -                  | -                  | -                  | -           | -           | -           | 5      | 0      |
| Totale Genoa      | Totale Genoa      | Totale Genoa      | 25         | 4          |                 | 3               | 2               |                    | -                  | -                  |             | -           | -           | 28     | 6      |
| 2013-gen. 2014    | Fiorentina        | A                 | 1          | 0          | CI              | 0               | 0               | UEL                | -                  | -                  | -           | -           | -           | 1      | 0      |
| Totale Fiorentina | Totale Fiorentina | Totale Fiorentina | 13         | 0          |                 | 0               | 0               |                    | -                  | -                  |             | -           | -           | 13     | 0      |
| gen.-giu. 2014    | Brescia           | B                 | 16         | 0          | CI              | -               | -               | -                  | -                  | -                  | -           | -           | -           | 16     | 0      |
| 2014-gen. 2015    | Brescia           | B                 | 16         | 0          | CI              | 2               | 0               | -                  | -                  | -                  | -           | -           | -           | 18     | 0      |
| Totale Brescia    | Totale Brescia    | Totale Brescia    | 32         | 0          |                 | 2               | 0               | -                  | -                  | -                  | -           | -           | -           | 34     | 0      |
| gen.-giu. 2015    | Latina            | B                 | 3          | 1          | CI              | -               | -               | -                  | -                  | -                  | -           | -           | -           | 3      | 1      |
| 2015-2016         | Latina            | B                 | 34         | 5          | CI              | 0               | 0               | -                  | -                  | -                  | -           | -           | -           | 34     | 5      |
| 2017              | LDU Quito         | A                 | 12         | 0          | -               | -               | -               | CS                 | 2                  | 0                  | -           | -           | -           | 14     | 0      |
| set. 2017-2018    | Latina            | D                 | 12+1       | 2          | CI-D            | -               | -               | -                  | -                  | -                  | -           | -           | -           | 13     | 2      |
| Totale Latina     | Totale Latina     | Totale Latina     | 49+1       | 8          |                 | 0               | 0               | -                  | -                  | -                  | -           | -           | -           | 50     | 8      |
| 2018-2019         | Aprilia           | D                 | 34         | 9          | CI-D            | 2               | 1               | -                  | -                  | -                  | -           | -           | -           | 36     | 10     |
| 2019-2020         | Ostia Mare        | D                 | 22         | 4          | CI-D            | 1               | 1               | -                  | -                  | -                  | -           | -           | -           | 23     | 5      |
| 2020-2021         | Aprilia           | D                 | 18         | 5          | CI-D            | -               | -               | -                  | -                  | -                  | -           | -           | -           | 18     | 5      |
| Totale carriera   | Totale carriera   | Totale carriera   | 371+1      | 64         |                 | 21              | 4               |                    | 10                 | 0                  |             | 0           | 0           | 403    | 68     |

### Cronologia presenze e reti in nazionale
| Cronologia completa delle presenze e delle reti in nazionale ― Uruguay | Cronologia completa delle presenze e delle reti in nazionale ― Uruguay | Cronologia completa delle presenze e delle reti in nazionale ― Uruguay | Cronologia completa delle presenze e delle reti in nazionale ― Uruguay | Cronologia completa delle presenze e delle reti in nazionale ― Uruguay | Cronologia completa delle presenze e delle reti in nazionale ― Uruguay | Cronologia completa delle presenze e delle reti in nazionale ― Uruguay | Cronologia completa delle presenze e delle reti in nazionale ― Uruguay |
| Data                                                                   | Città                                                                  | In casa                                                                | Risultato                                                              | Ospiti                                                                 | Competizione                                                           | Reti                                                                   | Note                                                                   |
| ---------------------------------------------------------------------- | ---------------------------------------------------------------------- | ---------------------------------------------------------------------- | ---------------------------------------------------------------------- | ---------------------------------------------------------------------- | ---------------------------------------------------------------------- | ---------------------------------------------------------------------- | ---------------------------------------------------------------------- |
| 23-7-2001                                                              | Armenia                                                                | Costa Rica                                                             | 1 – 2                                                                  | Uruguay                                                                | Coppa America 2001 - Quarti di finale                                  | -                                                                      | 70’                                                                    |
| 25-7-2001                                                              | Pereira                                                                | Messico                                                                | 2 – 1                                                                  | Uruguay                                                                | Coppa America 2001 - Semifinale                                        | -                                                                      | 67’                                                                    |
| 29-7-2001                                                              | Bogotà                                                                 | Uruguay                                                                | 2 – 2 dts (4 – 5 dtr)                                                  | Honduras                                                               | Coppa America 2001 - Finale 3º posto                                   | -                                                                      | 56’                                                                    |
| 13-2-2002                                                              | Montevideo                                                             | Uruguay                                                                | 2 – 1                                                                  | Corea del Sud                                                          | Amichevole                                                             | -                                                                      | 66’                                                                    |
| 27-3-2002                                                              | Dammam                                                                 | Arabia Saudita                                                         | 3 – 2                                                                  | Uruguay                                                                | Amichevole                                                             | -                                                                      | 73’                                                                    |
| 17-4-2002                                                              | Milano                                                                 | Italia                                                                 | 1 – 1                                                                  | Uruguay                                                                | Amichevole                                                             | -                                                                      | 66’                                                                    |
| 12-5-2002                                                              | Washington                                                             | Stati Uniti                                                            | 2 – 1                                                                  | Uruguay                                                                | Amichevole                                                             | -                                                                      | 68’                                                                    |
| 21-5-2002                                                              | Singapore                                                              | Singapore                                                              | 1 – 2                                                                  | Uruguay                                                                | Amichevole                                                             | -                                                                      | 49’                                                                    |
| 17-11-2002                                                             | Caracas                                                                | Venezuela                                                              | 1 – 0                                                                  | Uruguay                                                                | Amichevole                                                             | -                                                                      | 90’                                                                    |
| 30-7-2003                                                              | Montevideo                                                             | Uruguay                                                                | 1 – 0                                                                  | Perù                                                                   | Amichevole                                                             | -                                                                      |                                                                        |
| 20-8-2003                                                              | Firenze                                                                | Argentina                                                              | 3 – 2                                                                  | Uruguay                                                                | Amichevole                                                             | -                                                                      | 56’                                                                    |
| 7-9-2003                                                               | Asunción                                                               | Uruguay                                                                | 5 – 0                                                                  | Bolivia                                                                | Qual. Mondiali 2006                                                    | -                                                                      | 77’                                                                    |
| 10-9-2003                                                              | Asunción                                                               | Paraguay                                                               | 4 – 1                                                                  | Uruguay                                                                | Qual. Mondiali 2006                                                    | -                                                                      | 80’                                                                    |
| 18-2-2004                                                              | Kingston                                                               | Giamaica                                                               | 2 – 0                                                                  | Uruguay                                                                | Amichevole                                                             | -                                                                      | 85’                                                                    |
| 26-3-2005                                                              | Santiago del Cile                                                      | Cile                                                                   | 1 – 1                                                                  | Uruguay                                                                | Qual. Mondiali 2006                                                    | -                                                                      | 58’                                                                    |
| 30-3-2005                                                              | Montevideo                                                             | Uruguay                                                                | 1 – 1                                                                  | Brasile                                                                | Qual. Mondiali 2006                                                    | -                                                                      | 72’                                                                    |
| 4-6-2005                                                               | Maracaibo                                                              | Venezuela                                                              | 1 – 1                                                                  | Uruguay                                                                | Qual. Mondiali 2006                                                    | -                                                                      | 76’                                                                    |
| 7-6-2005                                                               | Lima                                                                   | Perù                                                                   | 0 – 0                                                                  | Uruguay                                                                | Qual. Mondiali 2006                                                    | -                                                                      | Ammonizione                                                            |
| Totale                                                                 |                                                                        | Presenze                                                               | 18                                                                     |                                                                        | Reti                                                                   | 0                                                                      |                                                                        |

## Palmarès

### Club

#### Competizioni giovanili
- Torneo di Viareggio: 1

Juventus: 2003

#### Competizioni nazionali
- Campionato uruguaiano: 2

Danubio: Apertura 2001
Peñarol: Clausura 2008
- Supercoppa italiana: 2

Juventus: 2002, 2003
- Campionato italiano: 1

Juventus: 2002-2003
- Campionato italiano: 1 (revocato)

Juventus: 2004-2005